# Thuránszky Herman
Thuriki Thuránszky Herman (Rózsahegy, Liptó vármegye, 1811. június 10. – Nagyszombat, 1896. június 17.) nagyszombati kanonok.

## Élete
Komáromban tanult a gimnáziumban, 1826-tól az Emericanum növendéke volt Pozsonyban, 1828-tól a bölcseletet és teológiát végezte. Nagyszombatban 1834. július 19-én fölszenteltetett. 1833-36-ban nevelő volt báró Révaynál; azután nyolc hónapig káplán Komáromban, majd 1840-ig Pesten, 1840-től 1846. április 16-ig komáromi adminisztrátor, 1848-ban az únyi (Esztergom megye) plébániát nyerte. Itt töltött négy év után Pesten a katonaságnál volt lelkész. 1855. július 25-én lett visegrádi, majd 1866. március 5-én nagymarosi plébános. 1884 júliusában ünnepelte aranymiséjét, mely alkalommal alesperessé neveztetett ki. 1892. november 5-től nagyszombati kanonok volt. 

## Munkája
- Ünnepi szónoklat. Komárom városában a fő-piaczon Szent Iván hó 14. 1838. Pest.